# Coquimba guangdongensis
Coquimba guangdongensis is een mosselkreeftjessoort. De wetenschappelijke naam van de soort is voor het eerst geldig gepubliceerd door Gou.